# Euphaedra lata
Euphaedra lata är en fjärilsart som beskrevs av Jacques Hecq 1980. Euphaedra lata ingår i släktet Euphaedra och familjen praktfjärilar. Inga underarter finns listade i Catalogue of Life.